# Marco Fassinotti
Marco Fassinotti (né le 29 avril 1989 à Turin) est un athlète italien, spécialiste du saut en hauteur.

## Biographie
Depuis début 2013, il est entraîné à Birmingham par Fuzz Ahmed, l'entraîneur de Robert Grabarz.
Il découvre l'athlétisme à 11 ans, en lisant à l'école un dépliant du Cus de Turin. En 2006, il choisit la discipline de la hauteur et, en deux saisons, porte son record de 1,90 m à 2,17 m, avec comme entraîneur Valeria Musso. Dès 2008, il est finaliste aux Championnats du monde juniors à Bydgoszcz avec 2,13 m. En 2009, il termine au pied du podium à l'Universiade de Belgrade avec 2,20 m. La même année il termine 6e des Championnats d'Europe espoirs à Kaunas avec 2,21 m. En 2010, il se qualifie pour la finale des Championnats d'Europe de Barcelone, terminant 9e avec 2,23 m. Il porte alors son record en salle à 2,29 m, lors des Championnats d'Europe en salle de Paris de 2011. La même année, toujours dans la catégorie espoirs, il est 5e à Ostrava avec 2,21 m.

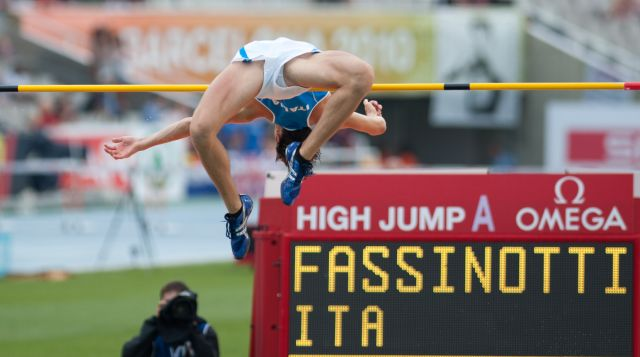
Fassinotti lors de la finale des Championnats d'Europe 2010.

Son record en salle, record national, est de 2,34 m, réalisé lors des championnats nationaux à Ancône le 23 février 2014, record qui confirme le précédent saut à 2,33 m à Arnstadt le 8 février 2014 (record de Silvano Chesani égalé). En plein air, son record est de 2,30 m obtenu en 2014 à Monaco.
Le 15 août 2014, sous la pluie, il termine 7e ex æquo de la finale en sautant 2,26 m au premier essai lors des Championnats d'Europe d'athlétisme 2014 à Zurich. 
Le 11 juin 2015 à Oslo, il termine second avec 2,33 m, égalant le record national qui datait du 12 septembre 1989, mais en devançant Erik Kynard, Mutaz Essa Barshim, Bohdan Bondarenko et Ukhov, et en ratant d'un rien ses trois essais à 2,36 m, mesure réussie uniquement par Zhang Guowei.
Le 24 juillet 2015, il remporte avec 2,31 m le London Grand Prix 2015 devant Gianmarco Tamberi et Mutaz Essa Barshim.
Le 26 juillet, il remporte le titre national italien à Turin, sa ville natale, avec un bond de 2,30 m et deux tentatives manquées de peu à 2,35 m, qui aurait constitué le record italien. Quelques jours avant les mondiaux, il est contraint d'annuler sa participation.
Fassinotti fait sa rentrée hivernale le 16 janvier à Birmingham où il remporte le concours avec 2,33 m, meilleure performance mondiale de l'année. Il devance notamment le Britannique Robert Grabarz (2,29 m). Le 4 février, il participe au meeting de Banská Bystrica avec son compatriote Gianmarco Tamberi. Après trois essais à 2,27 m, deux à 2,30 m et 2,33 m, Fassinotti voit son record d'Italie battu au premier essai par Tamberi. Fassinotti franchit cette barre à son second essai. Les deux sont désormais détenteurs du record national avec 2,35 m.
Le 19 mars 2016, gêné par des blessures, Fassinotti se classe 9e de la finale des championnats du monde en salle de Portland avec 2,25 m.
Le 6 mai 2016, lors de la première étape de la Ligue de diamant, il franchit 2,29 m à Doha, se classant 3e, ce qui représente le minima pour les Jeux olympiques de 2016 à Rio de Janeiro, mais le 14 juillet il n'est pas sélectionné pour faire partie de l'équipe qui ira à Rio, en raison de son état de forme.
Le 25 août 2017, il décroche la médaille d'argent de l'Universiade à Taipei avec 2,29 m, son meilleur saut de la saison.

## Palmarès
| Date | Compétition                       | Lieu             | Résultat | Marque |
| ---- | --------------------------------- | ---------------- | -------- | ------ |
| 2008 | Championnats du monde juniors     | Bydgoszcz        | 7e       | 2,13 m |
| 2010 | Championnats d'Europe             | Barcelone        | 9e       | 2,23 m |
| 2011 | Championnats d'Europe en salle    | Paris            | 6e       | 2,29 m |
| 2011 | Universiade                       | Shenzhen         | 12e      | 2,18 m |
| 2014 | Championnats du monde en salle    | Sopot            | 5e       | 2,29 m |
| 2014 | Championnats d'Europe par équipes | Brunswick        | 4e       | 2,19 m |
| 2014 | Championnats d'Europe             | Zurich           | 6e       | 2,26 m |
| 2015 | Championnats d'Europe par équipes | Tcheboksary      | 2e       | 2,28 m |
| 2016 | Championnats du monde en salle    | Portland         | 9e       | 2,25 m |
| 2017 | Championnats d'Europe par équipes | Lille            | 2e       | 2,22 m |
| 2017 | Universiade                       | Taipei           | 2e       | 2,29 m |
| 2018 | Jeux méditerranéens               | Tarragone        | 3e       | 2,23 m |
| 2018 | Ligue de diamant                  | Ligue de diamant | finale   | NM     |
| 2023 | Championnats du monde             | Budapest         | 12e      | 2,20 m |

## Records
| Épreuve         | Épreuve   | Marque | Lieu            | Date           |
| --------------- | --------- | ------ | --------------- | -------------- |
| Saut en hauteur | Plein air | 2,33 m | Oslo            | 11 juin 2015   |
| Saut en hauteur | En salle  | 2,35 m | Banská Bystrica | 5 février 2016 |